# مارك ويلسون (ساحر)
جيمس «مارك» ويلسون (بالإنجليزية: James "Mark" Wilson) ـ (ولد سنة 1929) هو ساحر استعراضي ومؤلف أمريكي، يُعرف بأنه أول «ساحر تلفزيوني» بارز، وأول من قام بعروض السحر بنجاح جماهيري على شاشات التلفزيون.

## روابط خارجية
- مارك ويلسون على موقع IMDb (الإنجليزية)
- مارك ويلسون على موقع قاعدة بيانات الفيلم (الإنجليزية)